# Guido Hauck

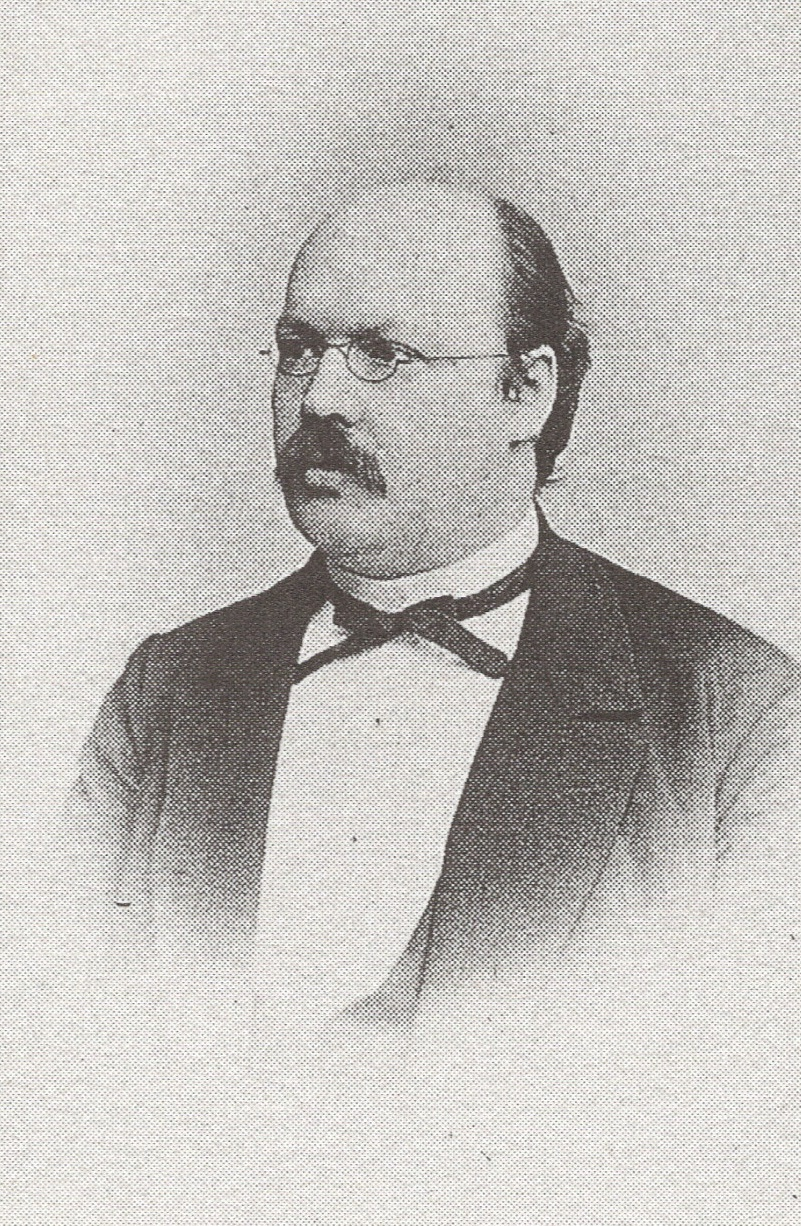
Guido Hauck (zwischen 1870 und 1885)

Hermann Guido Hauck (* 26. Dezember 1845 in Heilbronn; † 25. Januar 1905 in Charlottenburg) war geheimer Regierungsrat und Professor für Mathematik.

## Leben

### Familie
Guidos Vater war Hermann Hauck (* 1815; † 1889). Dieser stammte aus Ansbach und wurde bei der Heilbronner Firma Goppelt zum Kaufmann ausgebildet. Seit 1841 war er mit Hedwig Elben (1819–1888) aus Beilstein verheiratet. Ab 1842 war Hermann Teilhaber der Zigarrenfirma Johann Ludwig Reiner, die von seinem Bruder Gustav Hauck und dessen Frau Caroline Reiner geführt wurde. Ab 1857 führte Hermann das neu eröffnete Filialgeschäft in Stuttgart fort. Guido Hauck heiratete 1872 Marianne Jäger (* 1847; † 1941) und hatte mit ihr die drei Kinder Hedwig (* 1873; † 1949), Alfred (* 1875; † 1931) und Margarete (* 1883; † 1921). Die ältere Tochter Hedwig Hauck war Kunstlehrerin an der Waldorfschule in Stuttgart, der Sohn Alfred Hauck Studiendirektor im schlesischen Hirschberg und die jüngere Tochter Margarete seit 1920 verheiratet mit dem aus Leipzig stammenden Architekten Georg Warnecke (* 1876; † 1927).

### Wirken
Guido Hauck besuchte das Heilbronner Gymnasium und später das Gymnasium in Stuttgart. Ab 1863 besuchte er die polytechnische Oberschule in Stuttgart, danach die Universität Tübingen, wo er Mathematik bei Hermann Hankel, Carl Gottfried Neumann und Sigmund Gundelfinger studierte. In Tübingen wurde er Mitglied der Studentenverbindung Normannia.
Nach einer Reallehrer-Ausbildung wurde er Professor an der Oberrealschule in Tübingen und gleichzeitig Professor für darstellende Geometrie und Elementar-Mathematik an der Universität Tübingen. 1877 wechselte er als Professor für darstellende Geometrie an die Berliner Bauakademie. Nach der Vereinigung der Bauakademie mit der Gewerbeakademie zur Technischen Hochschule Berlin im Jahre 1879 war er von 1883 bis 1885 dritter Rektor der Technischen Hochschule Berlin. 1884 wurde er zum geheimen Regierungsrat ernannt. 1896 war er ein für eine dritte Amtsperiode Rektor.
Haucks Fachgebiet war insbesondere der mathematische Aspekt der Perspektive. Bereits seine Dissertation von 1876 behandelte die Grundzüge einer allgemeinen axonometrischen Theorie der darstellenden Perspektive. Auch später blieb er perspektivischen Problemen in der Kunst verbunden. Er entwickelte einen Perspektographen, mit dem sich aus Grund- und Aufriss eines Objekts eine perspektivische Zeichnung erstellen ließ. Außer praktischen mathematischen Anwendungen widmete er sich auch der Didaktik und Pädagogik im Zusammenhang mit darstellender Geometrie, unter anderem in seinem Werk Mathematische Märchen.
Guido Hauck starb 1905 im Alter von 59 Jahren in Charlottenburg bei Berlin. Er wurde auf dem Alten Zwölf-Apostel-Kirchhof in Schöneberg bei Berlin beigesetzt. Das Grab ist nicht erhalten.

## Werke (Auswahl)
- Lehrbuch der Stereometrie (1873)
- Methodik der deskriptiven Geometrie (1874)
- Die subjektive Perspektive und die horizontalen Kurvaturen des dorischen Stils (1879)
- Die malerische Perspektive, ihre Praxis, Begründung und ästhetische Wirkung (1882)
- Über mechanische Perspektive und Photogrammetrie (1883)
- Die Grenzen zwischen Malerei und Plastik und die Gesetze des Reliefs (1885)
- Über innere Anschauung und bildliches Denken (1897)
- Theorie der parallelprojektiv-trilinearen Verwandtschaft ebener Systeme (1904)